# アリーニ・ナカシマ
アリーニ・ナカシマ（Aline Nakashima 1982年4月3日 - ）は、ブラジルのファッションモデル。サンパウロ州にあるマリリン・エージェンシーに所属している。

## 来歴
父親が日系ブラジル人で母親がポルトガル系ブラジル人のハーフ。17歳の時にスカウトされて、モデルデビューした。2006年と2007年に『スポーツ・イラストレイテッド』の毎年恒例になっている「水着号」に起用された。
彼女はこれまでにアルド、アルマーニ・エクスチェンジ、DKNY、ギャップ、エスプリ、ケネス・コールの香水「リアクション」、ライクラ、MAC、モルガン、メルセデス・ベンツ、ニーマン・マーカス、ノードストローム、プレイテックス、ラルフ・ローレン、サックス・フィフス・アベニュー、セフォラ、トリンプ・インターナショナル、ヴィクトリア・シークレットなどの広告に起用されている。